# أمي دلال والعيال (مسلسل)
أمي دلال والعيال مسلسل تلفزيوني كويتي، من إخراج سلطان خسروه، وتأليف عبد العزيز الحشاش يناقش المسلسل عددا من القضايا الاجتماعية المختلفة، من بينها جحود الأبناء لأبائهم وأهلهم، حيث (إلهام) التي طُلقت من زوجها وتعيش مع طفليها، ولكنها حبها للمال وطمعها الشديد يدفعها للزواج من أحد الرجال الأثرياء، فيوقعها في شر أعمالها.

## القصة
يناقش المسلسل عددا من القضايا الاجتماعية المختلفة، من بينها جحود الأبناء لأبائهم وأهلهم، حيث (إلهام) التي طُلقت من زوجها وتعيش مع طفليها، ولكنها حبها للمال وطمعها الشديد يدفعها للزواج من أحد الرجال الأثرياء، فيوقعها في شر أعمالها.

## الممثلون
شارك في المسلسل عددًا من الفنانين:
- هيفاء عادل بدور «دلال».
- إبراهيم الحربي بدور «بدر».
- باسمة حمادة بدور «كوثر».
- عبير أحمد بدور «فضة».
- غدير السبتي بدور «إلهام».
- شهاب جوهر بدور «أحمد».
- أسامة المزيعل بدور «شهاب».
- مي عبد الله بدور «إقبال».
- نواف النجم
- فواز حمد بدر
- صابرين بورشيد بدور «شوق».
- في الشرقاوي
- حسين الحداد بدور «مشاري».
- عبد الناصر الزاير «ظهور مميز».
- عبد الله بهمن «ظهور مميز».
- ناصر عباس «ظهور مميز».
- محمد عاشور
- روان العلي بدور «زينة».
- هدى حمدان.
- هدية بدر.
- رهف محمد بدور «شهد».
- رندا حجاج بدور «ديما».
- تقى.
- عباس خليفي.

## وصلات خارجية
- مسلسل أمي دلال والعيال على قاعدة بيانات الأفلام العربية.